# Acesina paraganesa
Acesina paraganesa is een vlinder uit de familie van de Lycaenidae. De wetenschappelijke naam van de soort is voor het eerst geldig gepubliceerd in 1882 door Lionel de Nicéville.